# Podalonia compacta
Podalonia compacta är en biart som beskrevs av Fernald 1927. Podalonia compacta ingår i släktet Podalonia och familjen grävsteklar. Inga underarter finns listade i Catalogue of Life.